# NGC 6115
NGC 6115是位於星座矩尺座的一個疏散星團。它位於矩尺座γ東南方2度。它距離地球3,175光年，被認為大約有8.7億年的歷史。